# Pierre-Henri Gérault de Langalerie
Pour les articles homonymes, voir Gérault.
Pierre-Henri Gérault de Langalerie, né le 20 août 1810 dans une maison sise rue Pasteur à Sainte-Foy-la-Grande et mort le 12 février 1886 à Auch, est un prélat français, archevêque d'Auch de 1871 jusqu'à sa mort, après avoir été évêque de Belley de 1857 à 1871.

## Biographie
Il est d'abord curé de l'église Notre-Dame de Sainte-Foy-la-Grande. En 1850, il pose la première pierre de l'église, qui est agrandie. Il lui fait également don de reliques. Entre-temps devenu archevêque d'Auch, il revient en 1871 bénir les deux nouvelles cloches de l'église, l'une d'elles portant le prénom de sa sœur, Marie-Louise de Langalerie, qui en est par ailleurs la marraine.
Alors qu'il est évêque de Belley, il rend visite en février 1862, dans sa cellule et peu avant son exécution, au tueur en série Martin Dumollard pour tenter d'obtenir, sans succès, un repentir de sa part. Il lui donne néanmoins la bénédiction et lui offre un portrait du curé d'Ars.

## Armes
De gueules, à la tour d'argent, crénelée de trois pièces, ouverte de sable, chargée d'une croix du champ potencée et accompagnée de trois molettes d'argent, deux en chef et une en pointe.
Ses armoiries sont visibles sur le plafond de la chapelle du château de Mons (Gers).

## Hommage et distinction

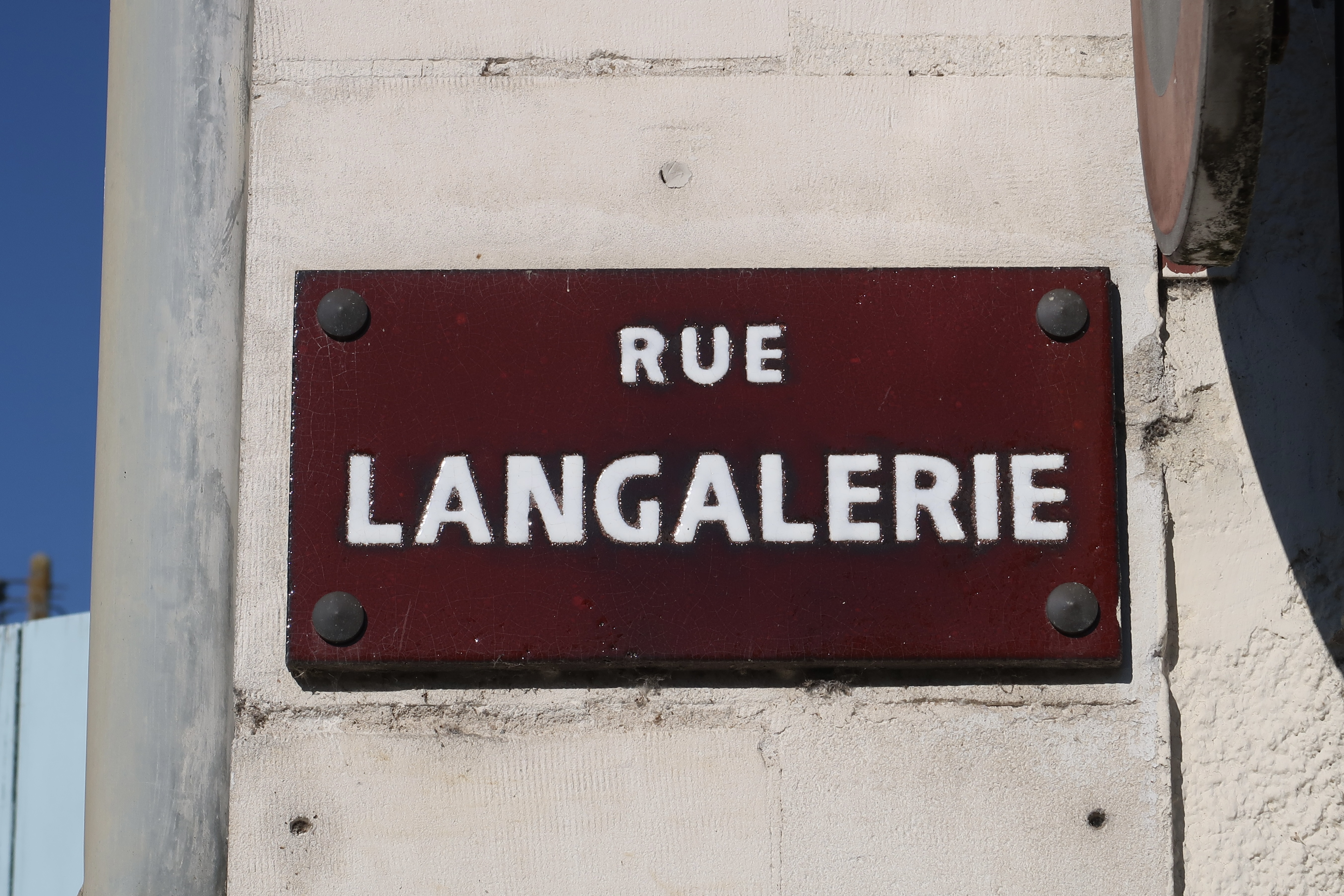
Plaque.

Gérault de Langalerie est :
- Chevalier de la Légion d'honneur (14 aout 1863)[8]

À Sainte-Foy-la-Grande, un groupe scolaire privé (école élémentaire et collège) porte le nom d'« Anglade-Langalerie ». Une rue y porte également son nom.